# Ceratagallia ludora
Ceratagallia ludora är en insektsart som beskrevs av Paul W. Oman 1939. Ceratagallia ludora ingår i släktet Ceratagallia och familjen dvärgstritar. Inga underarter finns listade i Catalogue of Life.